# Jaume March II
Jaume March II fou Senyor de la baronia d'Eramprunyà i poeta. Era fill de Jaume March I i Guillemona d'Esplugues i germà de Pere March.
Jaume March va néixer a València al voltant del 1336: "La data de naixement del poeta Jaume March II —escriu Jaume J. Chiner—, probable segon fill del matrimoni de Jaume March I amb Guillemona d'Esplugues, pot ser fixada entre 1336 i 1337 atés que els seus pares es casaren poc abans del febrer de 1334 i que els seus germans Arnau i Pere degueren nàixer devers 1334-1335 i 1337-1338 ... El natalici degué produir-se, amb gairebé total seguretat a València on el seu pare hi era des de 1331 aproximadament a conseqüència de la donació paterna a ell del lloc d'Albalat".
A mitjan segle xiv Jaume March II es traslladà a viure a Barcelona, on aviat participà en el govern municipal: va ser jurat del Consell de Cent el 1358 i 1360 i obrer de la ciutat de Barcelona, càrrec aquest darrer que hagué d'abandonar quan el seu pare va ser armat cavaller el 1360, ja que passava de ciutadà honrat a l'estament nobiliari i, per tant, no podia accedir a càrrecs municipals.
Jaume March II lluità en la guerra contra Castella (1356-1369), coneguda com la Guerra dels Dos Peres. El 1363 formà part d'una companyia de nobles catalans, quan al costat de personatges com el vescomte de Rocabertí, Bernat de So o Arnau d'Erill, fou enviada a socórrer Aragó, on es trobava el rei intentant contenir l'atac de Pere el Cruel de Castella, i que va ser desviada després cap a València; durant el setge de Morvedre de 1365 Jaume March II va escriure el poema Debat entre Honor e Delit.
Conseller reial i uixer d'armes de Pere el Cerimoniós, el 1376 Jaume March II fou armat cavaller, duent a terme missions de confiança, com ara la de missatger entre el rei i l'infant Pere arran del viatge que aquest havia de fer a Roma el 1381. L'any 1380 va ser un dels quatre procuradors nomenats per l'infant Martí per administrar el préstec concedit pel braç militar de la Cort de Barcelona per a l'expedició a Sicília. Participà també en la guerra contra el comte d'Empúries (1384). Interessat per la vida parlamentària, Jaume March II assistí com a diputat del Diputació del General de Catalunya a les Corts de Montsó de 1358-1359 pel braç militar.
Senyor d'Eramprunyà des del 1375, Jaume March II mantingué diversos plets pel senyoriu amb el seu parent Galceran Marc de Llacera, fill del seu nebot Pericó March, i amb alguns dels seus vassalls sobre la prestació de l'homenatge, com ara els homes de la casa de la Sentiu, dins el terme d'Eramprunyà.
El 20 de febrer de 1393 Jaume March II rebé de Joan I l'encàrrec d'organitzar uns jocs poètics similars als de Tolosa de Llenguadoc, encàrrec compartit amb el barceloní Lluís d'Averçó, autor del Torcimany. Ambdós foren nomenats jutges del consistori el 20 de febrer del mateix any, ordenant el Comte-rei que la festa de la Gaia Ciència se celebrés el dia de l'Anunciació, el 25 de març.
Del poeta Jaume March II, oncle d'Ausiàs March, se'n conserven sis poesies i tres poemes al·legòrics de tema amorós i cavalleresc: Debat entre Honor e Delit (1365), La joiosa guarda (1371) i Lo rauser de la vida gaia. És autor de Cobles de fortuna i del Llibre de concordances (1371), diccionari de rims important per a l'estudi de la poètica i la lexicografia catalanes antigues.
Jaume March II i Esplugues testà el 2 de desembre de 1409 davant el notari Francesc Fuster, nomenant hereu universal el seu fill Lluís. Morí a Barcelona el 1410, després d'haver servit a tres monarques: Pere III, Joan I i Martí l'Humà; la data de l'òbit s'estima entre el 5 de maig i l'1 d'agost, essent soterrat en la capella de Santa Maria del convent dels frares predicadors de Barcelona, l'antic Convent de Santa Caterina (Barcelona), més o menys on avui dia hi ha el Mercat de Santa Caterina.
Del seu matrimoni amb Serena de Gualbes, tingué 4 fills:
- Joan March; Joan és l'únic fill esmentat en el testament del seu avi Jaume March I (29/5/1369).[9]
- Pere March, casat amb Elionor Ballester, filla d'Arnau Ballester, senyor de la baronia de Cervelló, i Alamandina.
- Lluís March (mort el 1455), senyor d'Eramprunyà, casat amb Sereneta Marquet, filla del vicealmirall Galceran Marquet i Joaneta de Coromines.
- Clara March, casada amb Marc de Puigmoltó, senyor de Puigmoltó, fill de Marc de Puigmoltó i Constança Huguet.[10]